# Абланица (река)
Вижте пояснителната страница за други значения на Абланица.
Абланица или Ябланица е река в Югозападна България. събира водите си от главното вододелно било на Западните Родопи в местността Флорови колиби. Ябланица, Лепеница и Бистрица събират водите си, за да образуват Чепинска река.
Долината на Абланица е широка и удобна за транспортна връзка между Чепино и Разложката котловина.